# Gokokuji (métro de Tokyo)
Gokokuji (護国寺駅, Gokokuji-eki) est une station du métro de Tokyo sur la ligne Yūrakuchō dans l'arrondissement de Bunkyō à Tokyo. Elle est exploitée par le Tokyo Metro.

## La station
La station se compose d'un quai central encadré par les 2 voies de la ligne Yūrakuchō.
En moyenne, 41 548 voyageurs ont fréquenté quotidiennement la station en 2015.

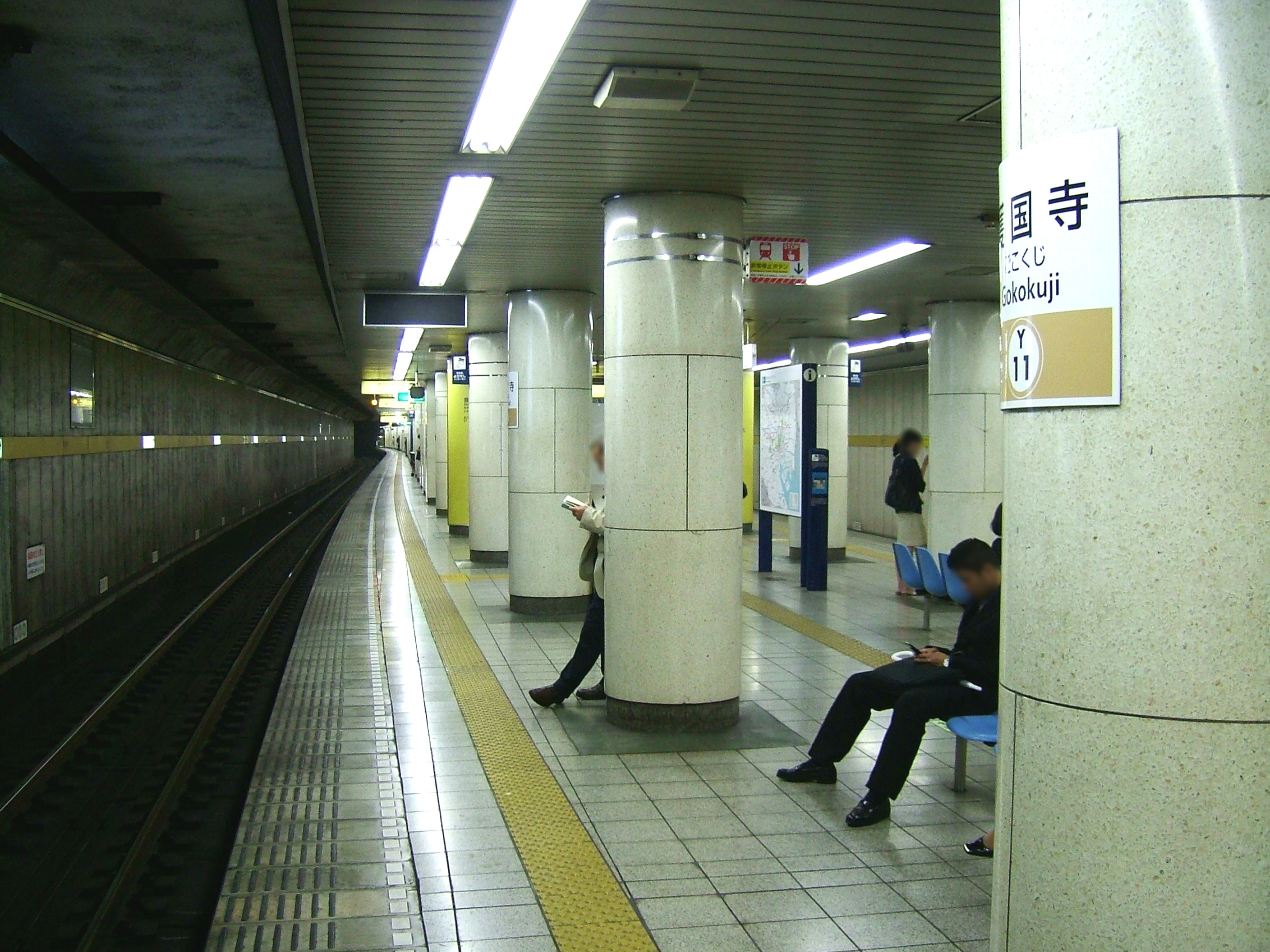
Quai de la ligne Yūrakuchō

## Histoire
La station a été inaugurée le 30 octobre 1974.

## A proximité
- Gokoku-ji, temple bouddhiste qui donne son nom à la station.